# Le Barde noir
Le Barde noir dit aussi Le Barde africain est un tableau du peintre français Jean-Léon Gérôme. C’est une peinture à l'huile sur toile de 61,2 × 50,8 cm réalisée en 1888, et représentant un barde assis sur un tapis. Elle fait partie de la collection du Musée de l’Orientalisme de Doha au Qatar.
La toile est présentée à la Royal Academy of Arts de Londres puis au Salon des artistes français de 1892.
La toile, achetée pour 850 000 euros, rejoint la collection du Musée d’art orientaliste de Doha en 2008 à la suite d’une vente chez Christie's à Londres. Le musée a aussi acheté la même année chez Sotheby's à New York Femme circassienne voilée.
La toile est signée en bas du mur à gauche : J.L.GEROME. 